# Ascotis imparata
Ascotis imparata là một loài bướm đêm trong họ Geometridae.